# Пирофосфат железа(III)-натрия
Пирофосфат железа(III)-натрия — неорганическое вещество, 
комплексная соль железа, натрия и пирофосфорной кислоты
с формулой FeNaP2O7,
белые кристаллы,
не растворяется в воде.

## Физические свойства
Пирофосфат железа(III)-натрия образует белые кристаллы.
Не растворяется в воде.